# Saison 6 de Bob's Burgers
Chronologie
Saison 5 Saison 7
La sixième saison de la série télévisée d'animation Bob's Burgers est diffusée aux États-Unis entre le 27 septembre 2015 et le 22 mai 2016 sur la Fox. Elle comporte dix-neuf épisodes.
En France, elle est disponible depuis le 1er août 2017 sur le service de vidéos à la demande Fox Play. Par ailleurs, elle est diffusée sur MCM depuis le 2 janvier 2019.

## Épisodes
| № | #  | Titre                                                                                  | Réalisation                   | Scénario                                 | Première diffusion               | Code de prod. | Audiences |
| --- | -- | -------------------------------------------------------------------------------------- | ----------------------------- | ---------------------------------------- | -------------------------------- | ------------- | --------- |
| 89 | 1  | Le Bob-stache Sliding Bobs                                                             | Don MacKinnon                 | Greg Thompson                            | 27 septembre 2015 2 janvier 2019 | 5ASA10        | 2,51      |
| Bob remarque qu'il commence à perdre ses cheveux. De son côté, Linda repense avec nostalgie à la moustache que son mari arborait il y a des années et qui l'avait séduite. Pendant ce temps, les enfants ont chacun leur idée de la manière dont leurs parent... |    |                                                                                        |                               |                                          |                                  |               |           |
| 90 | 2  | Le Terre-ible The Land Ship                                                            | Jennifer Coyle                | Holly Schlesinger & H. Jon Benjamin      | 11 octobre 2015 2 janvier 2019   | 5ASA11        | 2,19      |
| Bob espère que le défilé du navire lui rapportera des clients, mais il découvre qu'il aura deux toilettes mobiles installées devant son restaurant. Pendant ce temps, apprenant que ses camarades la trouvent ennuyeuse, Tina décide de faire équipe avec Jordan, qui a pour habitude de vandaliser le collège. Lorsque ce dernier prévoit de faire un graffiti sur le navire, Tina doit choisir : gâcher le défilé ou décevoir l'élu de son cœur... |    |                                                                                        |                               |                                          |                                  |               |           |
| 91 | 3  | La Hantise The Hauntening                                                              | Jennifer Coyle                | Jennifer Coyle, Steven Davis & Kelvin Yu | 18 octobre 2015 3 janvier 2019   | 5ASA13        | 2,09      |
| Toute la famille est prête à passer un super Halloween. Alors que Louise déclare ne jamais avoir eu peur de toute sa vie, les Belcher partent visiter une maison hantée. Lorsque cette visite leur crée des ennuis, ils se retrouvent dans une situation étrange, bien plus effrayante que prévu... |    |                                                                                        |                               |                                          |                                  |               |           |
| 92 | 4  | La Dinde de Thanksgiving Gayle Makin' Bob Sled                                         | Tyree Dillihay                | Lizzie Molyneux & Wendy Molyneux         | 8 novembre 2015 4 janvier 2019   | 5ASA17        | 3,13      |
| Gayle s'étant blessée, Linda demande à Bob d'aller la chercher afin qu'elle ne manque pas le repas de Thanksgiving. Surpris par une tempête de neige, il ne rentrera pas à temps pour préparer la meilleure dinde de sa vie. Bob est donc contraint de s'en remettre aux talents culinaires de Linda, pendant qu'il apprend à mieux connaître sa belle-sœur...                                                                                       |    |                                                                                        |                               |                                          |                                  |               |           |
| 93 | 5  | Le Père Noël du centre commercial Nice-Capades                                         | Chris Song                    | Dan Fybel                                | 15 novembre 2015 6 janvier 2019  | 5ASA18        | 2,27      |
| Lorsqu'un Père Noël grognon menace Gene, Tina et Louise de les inscrire sur la liste des enfants pas sages, ces derniers décident de préparer un spectacle musical époustouflant pour se faire bien voir. Sauront-ils convaincre le Père Noël à temps ?... |    |                                                                                        |                               |                                          |                                  |               |           |
| 94 | 6  | Le Cuisiner, Steve, Gayle et son petit-ami The Cook, the Steve, the Gayle, & Her Lover | Tyree Dillihay                | Nora Smith                               | 17 janvier 2016 8 janvier 2019   | 5ASA12        | 2,26      |
| Alors que Bob organise un dîner en l'honneur de son nouvel ami, Gayle en profite pour présenter son copain à sa famille. Malheureusement, elle ne sait pas que Louise est depuis longtemps fâchée avec l'homme en question et qu'elle est prête à tout pour les séparer. La situation dégénère pendant que Bob essaie d'impressionner son nouveau pote et que les enfants passent à l'action...                                                      |    |                                                                                        |                               |                                          |                                  |               |           |
| 95 | 7  | Les Annonces de Gene et Courtney The Gene and Courtney Show                            | Chris Song                    | Rich Rinaldi                             | 14 février 2016 9 janvier 2019   | 6ASA01        | 2,05      |
| Gene et Courtney ont enfin une chance de percer dans le show-business. En effet, on leur propose de présenter les annonces du matin, mais cette chance risque d'être gâchée par leur passé amoureux. Quant à Tina, son envie de jouer les cupidons tourne très mal lorsqu'elle se porte volontaire pour diriger la collecte de la Saint-Valentin...                                                                                                  |    |                                                                                        |                               |                                          |                                  |               |           |
| 96 | 8  | Panne d'inspiration Sexy Dance Healing                                                 | Chris Song & Bernard Derriman | Rich Rinaldi                             | 21 février 2016 10 janvier 2019  | 5ASA15        | 2,29      |
| Après avoir glissé sur le trottoir, Bob est obligé de faire un procès au responsable de cette chute afin de pouvoir payer son opération. Bob se retrouve finalement entre les mains de Jairo, qui lui promet de guérir sans voir de médecin. Pendant ce temps, les enfants créent un faux cabinet d'avocats afin de régler leurs conflits respectifs...                                                                                              |    |                                                                                        |                               |                                          |                                  |               |           |
| 97 | 9  | Sacré Canap' Sacred Couch                                                              | Brian Loschiavo               | Scott Jacobson                           | 6 mars 2016 11 janvier 2019      | 5ASA16        | 2,64      |
| Alors que pendant la soirée télé en famille, les Belcher ont décidé collectivement de ne pas changer de canapé, Louise choisit d'agir seule. La famille doit alors se décider en son âme et conscience : leurs souvenirs sont-ils une raison suffisante de garder le canapé ?... |    |                                                                                        |                               |                                          |                                  |               |           |
| 98 | 10 | Alerte aux poux Lice Things Are Lice                                                   | Brian Loschiavo               | Greg Thompson                            | 13 mars 2016 13 janvier 2019     | 5ASA19        | 2,28      |
| Alors que Tina fait du bénévolat auprès de l'infirmière Liz, elle se retrouve impliquée dans le plus gros scandale de l'histoire de Wagstaff : une invasion de poux. Pendant ce temps, Bob s'efforce d'améliorer le restaurant, mais il fait finalement fuir les clients. La famille saura-t-elle résoudre les deux problèmes à la fois ?... |    |                                                                                        |                               |                                          |                                  |               |           |
| 99 | 11 | Stand by Gene Stand by Gene                                                            | Tyree Dillihay                | Mike Benner                              | 3 avril 2016 15 janvier 2019     | 5ASA20        | 2,05      |
| Quand Gene entend parler d'une créature mystique vivant non loin de là, il persuade ses sœurs et leurs amis de partir à sa recherche. Parallèlement, pendant une période de creux au restaurant, Linda ne parvient pas à maîtriser son esprit de compétition... |    |                                                                                        |                               |                                          |                                  |               |           |
| 100 | 12 | La Maison des 1000 bonds House of 1000 Bounces                                         | Tyree Dillihay                | Jon Schroeder                            | 3 avril 2016 16 janvier 2019     | 5ASA14        | 1,99      |
| Alors que l'anniversaire de Rudy est menacé par un problème de château gonflable, les enfants Belcher élaborent un plan pour désamorcer la crise. Quant à Bob, il reçoit un client inattendu et doit affronter une très ancienne peur... |    |                                                                                        |                               |                                          |                                  |               |           |
| 101 | 13 | Sortie en famille Wag the Hog                                                          | Brian Loschiavo               | Holly Schlesinger                        | 10 avril 2016 17 janvier 2019    | 5ASA22        | 2,35      |
| Critter, le vieil ami de Bob, se retrouve en prison car il n'a pas payé ses contraventions. Les Belcher font alors de leur mieux pour l'aider. Pendant ce temps, Linda joue les baby-sitters, mais ce travail s'avère plus compliqué que prévu... |    |                                                                                        |                               |                                          |                                  |               |           |
| 102 | 14 | Les Homones-iums The Hormone-iums                                                      | Chris Song                    | Lizzie Molyneux & Wendy Molyneux         | 17 avril 2016 20 janvier 2019    | 6ASA04        | 2,18      |
| Quand Dottie Minerva attrape une vilaine mononucléose, Tina a la possibilité de devenir soliste au sein des Hormone-iums. Néanmoins, lorsqu'elle répète pour le grand jour, la jeune fille prend conscience que ce rôle pourrait nuire à son image. Quant à Linda, elle trouve une idée qui, d'après elle, pourrait permettre à sa famille de s'enrichir...                                                                                          |    |                                                                                        |                               |                                          |                                  |               |           |
| 103 | 15 | Pour ou contre les tikis ? Pro Tiki/Con Tiki                                           | Brian Loschiavo               | Jon Schroeder                            | 24 avril 2016 20 janvier 2019    | 6ASA03        | 2,35      |
| De passage en ville, Warren, l'ami de Bob, propose d'investir dans le restaurant. Bob est ravi de pouvoir enfin redécorer son établissement, jusqu'à ce qu'il découvre les goûts très particuliers de Warren. Pour les enfants, cet invité signifie que l'un d'eux va devoir lui céder sa chambre... |    |                                                                                        |                               |                                          |                                  |               |           |
| 104 | 16 | Bye Bye Boo Boo Bye Bye Boo Boo                                                        | Tyree Dillihay                | Scott Jacobson                           | 8 mai 2016 22 janvier 2019       | 6ASA05        | 2,31      |
| Quand Louise découvre que le chanteur Boo Boo quitte les Boyz 4 Now, elle s'inscrit à un concours pour que Tina puisse le rencontrer. Pendant ce temps, Bob et Linda apprennent des choses intéressantes concernant le passé du restaurant, ce qui crée des tensions entre Bob et Jimmy Pesto... |    |                                                                                        |                               |                                          |                                  |               |           |
| 105 | 17 | Le Stage d'équitation The Horse Rider-er                                               | Tyree Dillihay                | Nora Smith                               | 15 mai 2016 23 janvier 2019      | 6ASA02        | 2,27      |
| Tina persuade enfin Bob et Linda de l'inscrire à un stage d'équitation, mais elle s'aperçoit alors qu'elle va devoir se séparer de Jericho, son cheval imaginaire. Quant à Linda, elle décide d'organiser un stage au restaurant pour que Gene et Louise ne se sentent pas délaissés... |    |                                                                                        |                               |                                          |                                  |               |           |
| 106 | 18 | Amiral-teur secret Secret Admiral-irer                                                 | Brian Loschiavo               | Holly Schlesinger et H. Jon Benjamin     | 22 mai 2016 25 janvier 2019      | 6ASA06        | 2,23      |
| La manière dont Tina voit l'amour et les relations amoureuses est mise à rude épreuve lorsqu'elle fait du bénévolat dans une maison de retraite afin de progresser chez les scouts. Pendant ce temps, Bob se fait de nouveaux amis, qui le poussent à prendre des décisions douteuses... |    |                                                                                        |                               |                                          |                                  |               |           |
| 107 | 19 | Les vécés étaient fermés de l'intérieur Glued, Where's My Bob?                         | Bernard Derriman              | Steven Davis & Kelvin Yu                 | 22 mai 2016 24 janvier 2019      | 5ASA21        | 2,04      |
| Pris dans l'affrontement que se livrent les enfants à coups de colle, Bob se retrouve englué dans une situation délicate. Malheureusement, les enfants ont choisi le jour où un journaliste vient rédiger un article sur le restaurant, sous les yeux de toute la ville... |    |                                                                                        |                               |                                          |                                  |               |           |